# Agrotis xiphias
Agrotis xiphias là một loài bướm đêm thuộc họ Noctuidae. Nó là loài đặc hữu của Kauai và Maui.